# Mulholland Drive (strada)

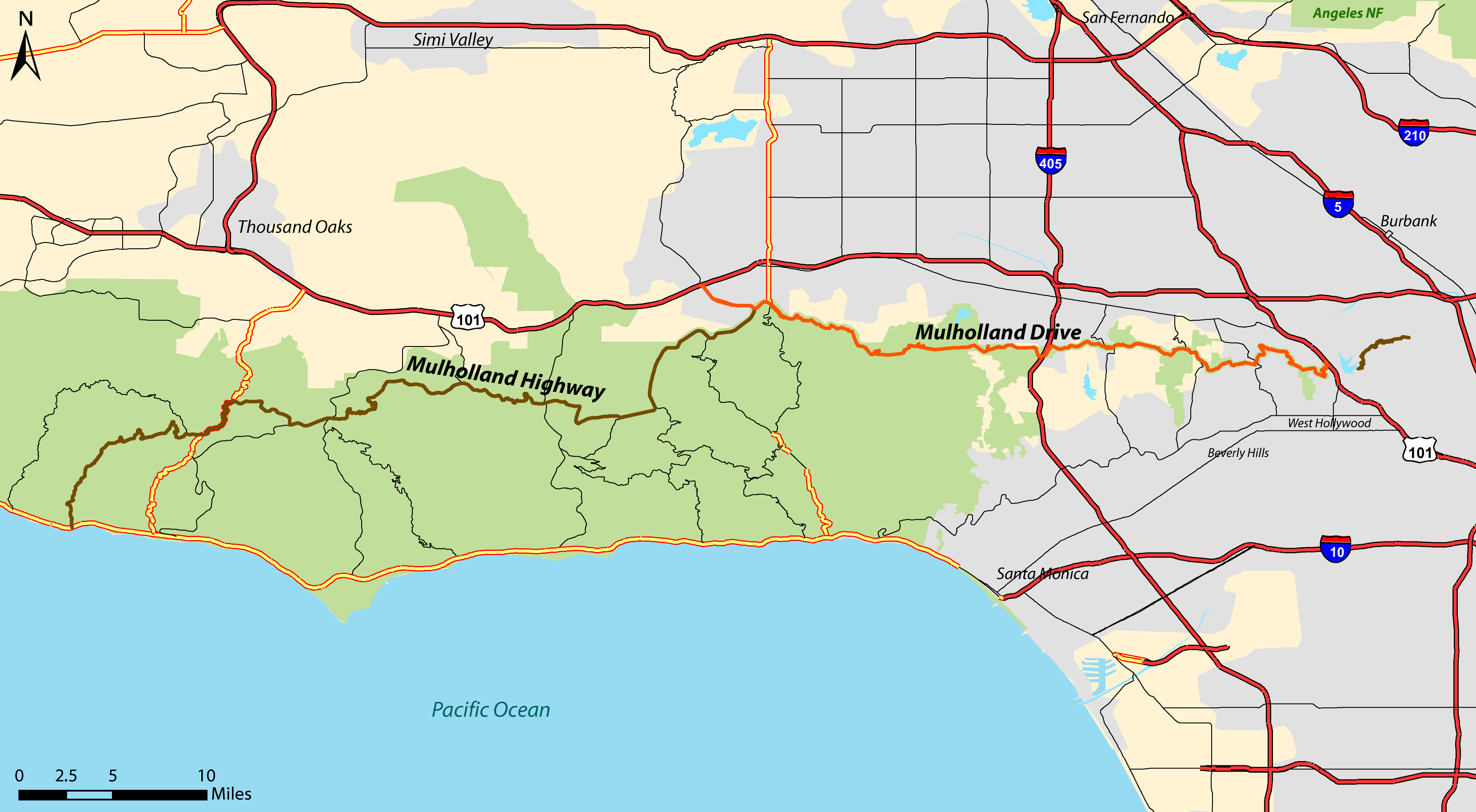
Il percorso della Mulholland Drive (arancione) e della Mulholland Highway (marrone) nella contea di Los Angeles

Mulholland Drive è una celebre strada della città di Los Angeles in California. Deve il suo nome all'ingegnere idraulico William Mulholland.

## Il percorso
Aperta nel 1924 col nome di Mulholland High, la strada segue, per una buona parte del suo tratto, il crinale delle Santa Monica Mountains e delle Hollywood Hills, collegando due tronconi della U.S. Route 101 e incrociando la Sepulveda Boulevard, il Beverly Glen Boulevard, il Coldwater Canyon, il Laurel Canyon Boulevard, e il Nichols Canyon.
La strada incomincia presso il Cahuenga Pass, e prosegue verso ovest lungo il crinale delle Hollywood Hills e delle Santa Monica Mountains, offrendo al guidatore i panorami di Los Angeles, dell'Hollywood Sign, di Burbank e della San Fernando Valley, comprese le Woodland Hills.
Mulholland Drive si snoda lungo le colline fino a pochi chilometri ad ovest della 405 Freeway, dove la strada diventa sterrata e chiusa al traffico automobilistico. La Mulholland Dr. "sterrata" è collegata ad alcune strade tagliafuoco poiché gli incendi in quell'area sono assai frequenti, e ospita un'ex postazione missilistica del Progetto Nike; inoltre essa è assai frequentata da escursionisti, ciclisti e da appassionati degli sport equestri.
La strada è famosa per essere stata l'ambientazione di un film di David Lynch, appunto chiamato Mulholland Drive, oltre ad esser citata in numerosi altri film.

## Galleria d'immagini

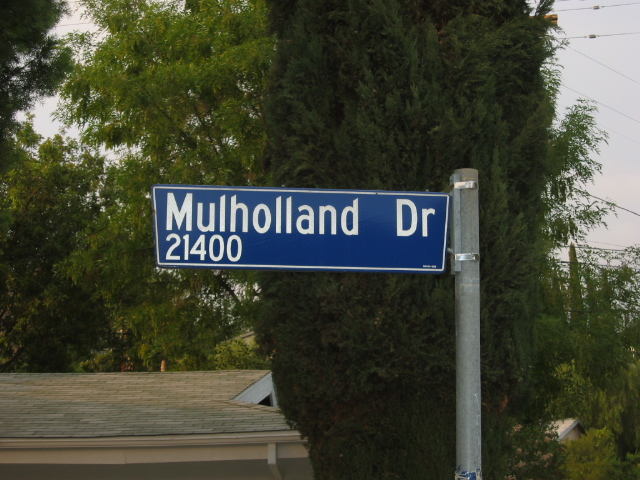
Insegna di Mulholland Drive nel quartiere di Woodland Hills
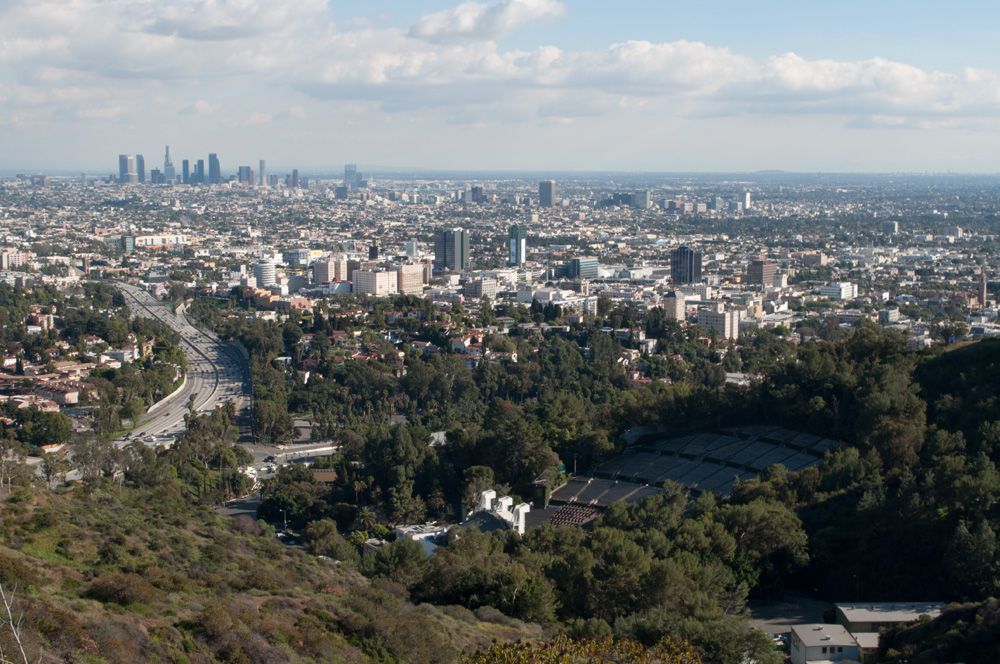
Panorama diurno di Los Angeles da Mulholland Drive
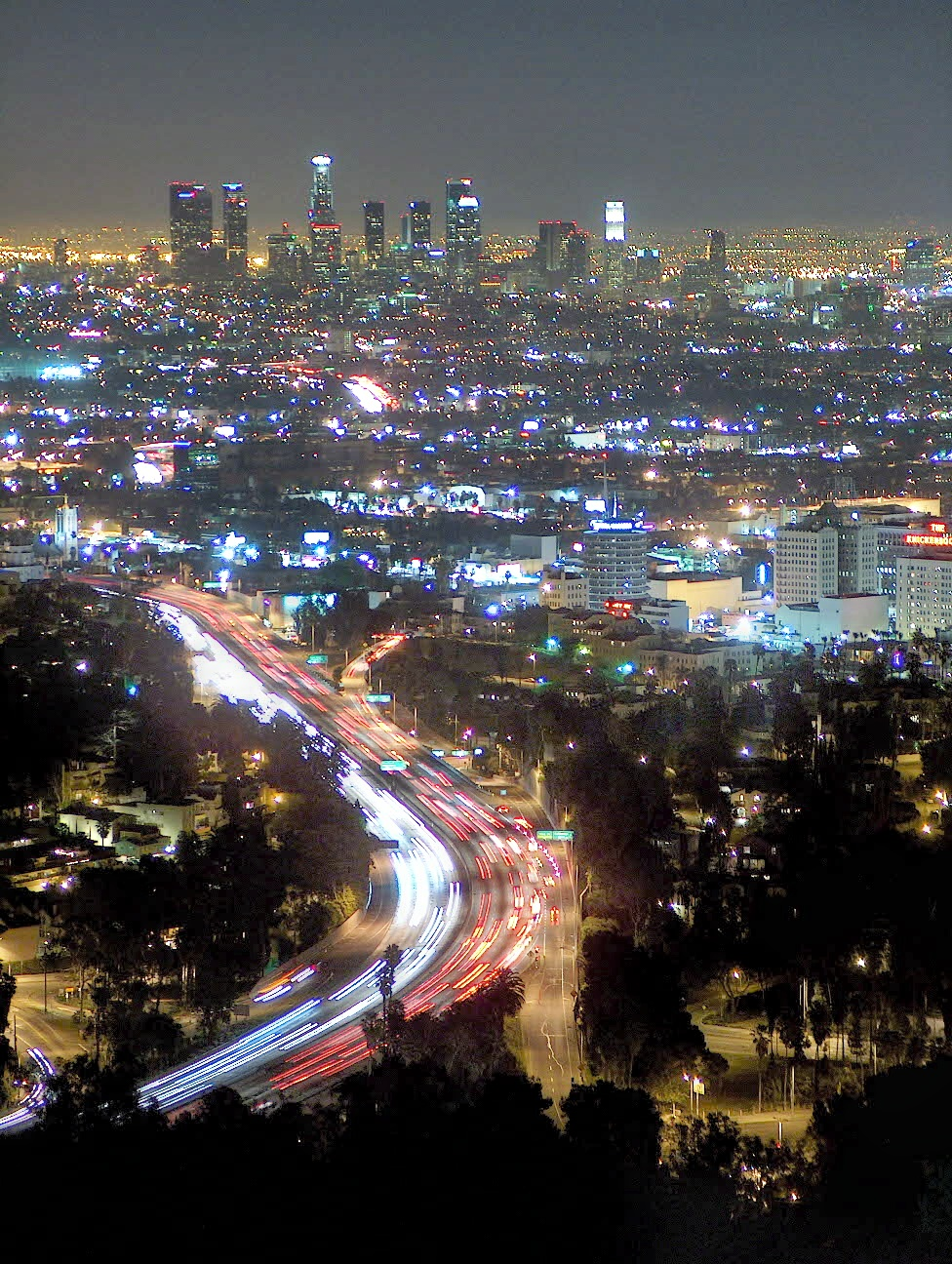
Panorama notturno di Los Angeles da Mulholland Drive